# 師団街道
師団街道（しだんかいどう）は、京都市の南北の通りの一つ。北は塩小路通から南は国道24号で京町通に続く、全長約4.8キロメートル。

## 概要

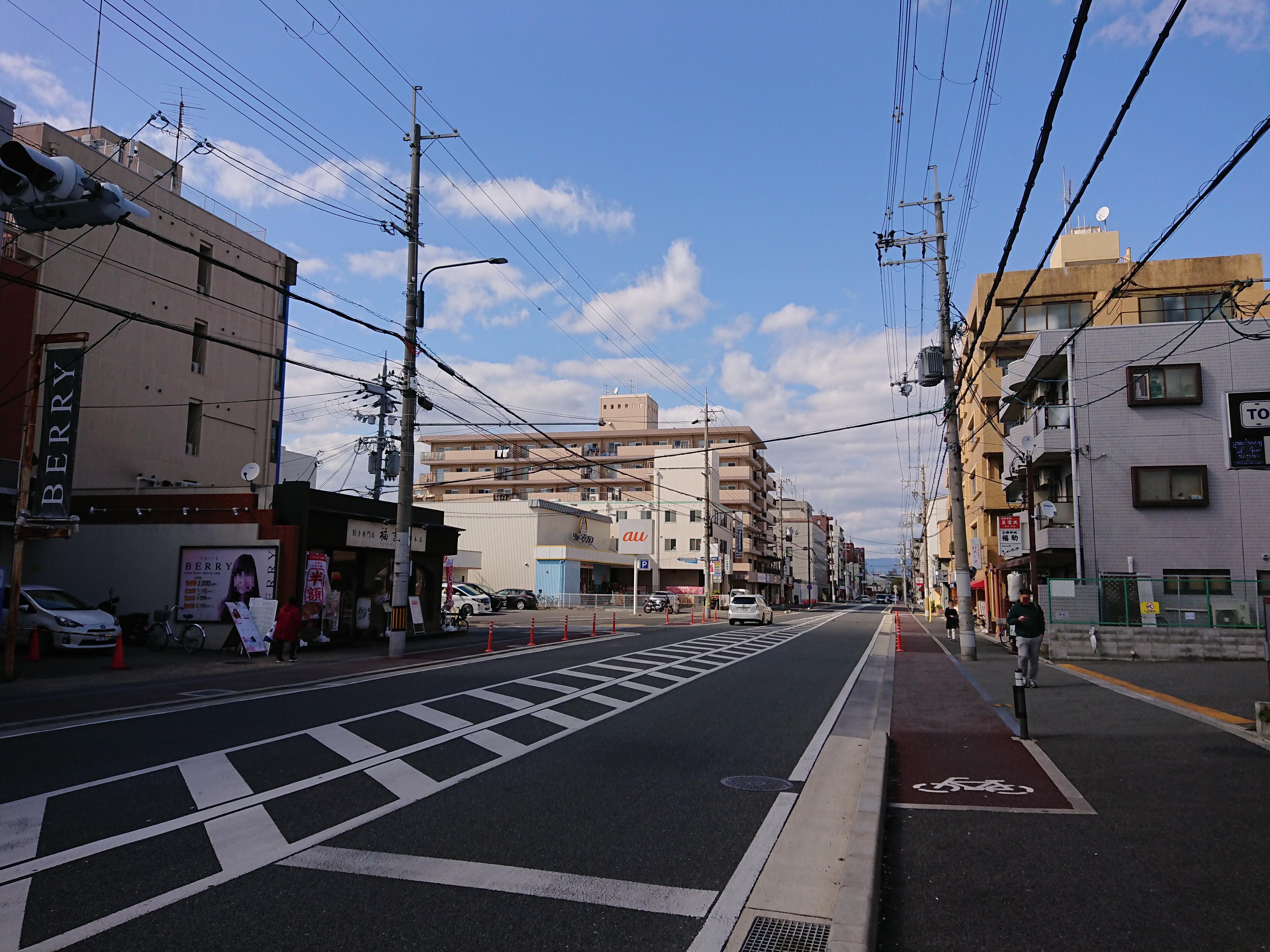
第二軍道付近より北を望む

現在の京都聖母学院中学校・高等学校（伏見区深草田谷町）の地に司令部が置かれた大日本帝国陸軍第十六師団に因む名称が現在も使用されている。竹田街道の東に位置し、京阪本線の西側を並行している。北は塩小路橋東詰（塩小路通）で川端通につながり、南は国道24号を越えると伏見市街の京町通につながる。なお、大岩街道と交わる伏見区深草飯食町交差点以南は滋賀県道・京都府道35号大津淀線の一部であり南向きの一方通行となっている。

## 沿革
陸軍第16師団の設置に伴い、明治44年（1911年）に京都市街から師団司令部に至る国道として指定された。終戦後に国道24号に指定されたが、昭和47年（1972年）3月に国道24号は竹田街道に移った。

## 第一軍道、第二軍道、第三軍道

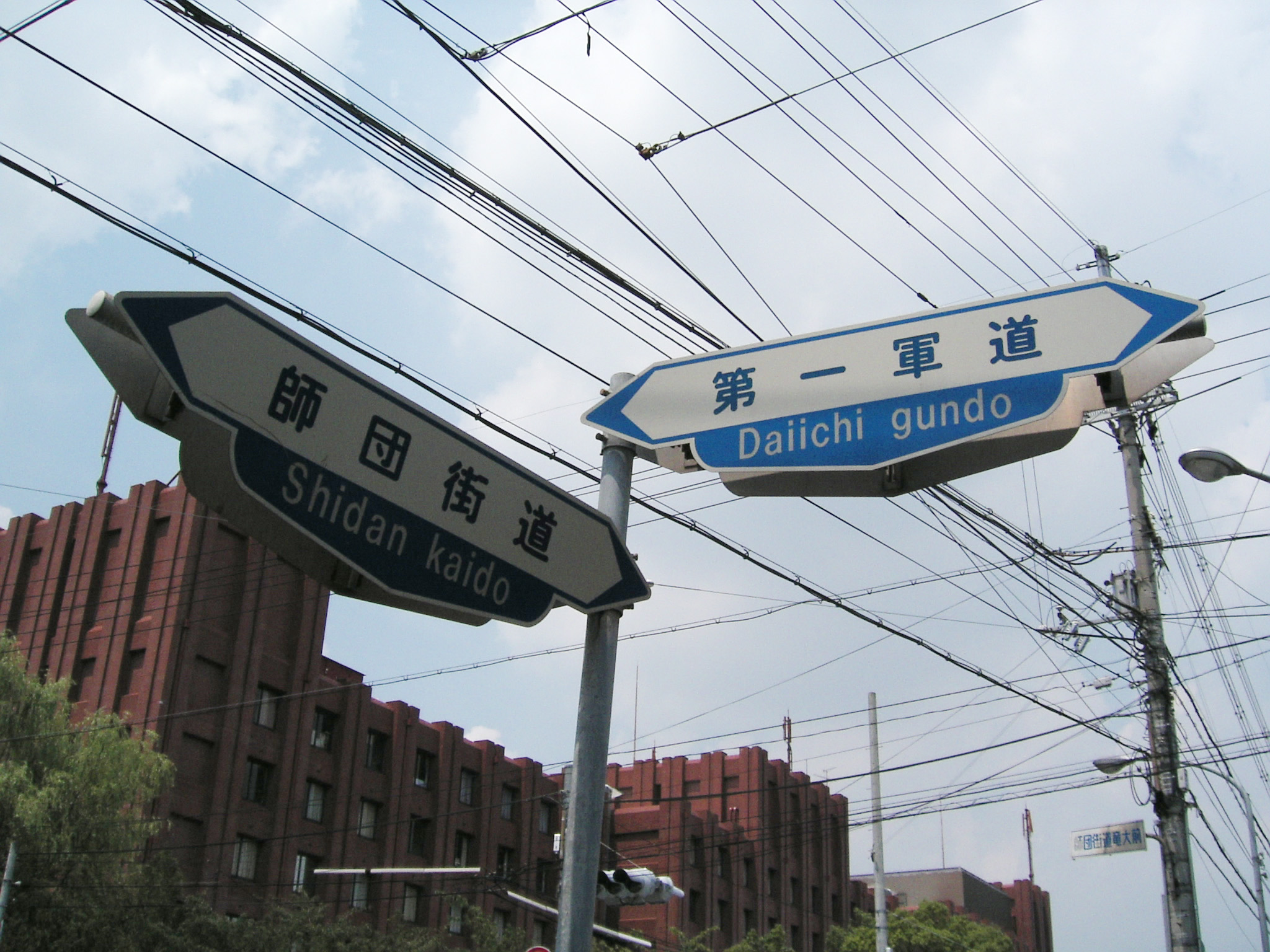
師団街道竜大前交差点 後ろに見えるのは龍谷大学深草学舎

陸軍第16師団の設置に伴い、直違橋通（本町通）沿いにも師団司令部などの軍の施設が位置することになり、師団街道と直違橋通を結ぶために琵琶湖疏水（鴨川運河）と京阪電車を橋によって越える3つの東西の道路が陸軍によって敷設された。北からそれぞれ、第一軍道、第二軍道、第三軍道と呼ばれている。
軍道の開設は1909年、師団司令部設置（1908年）の翌年とされる。

### 第一軍道
京都兵器支廠と京都練兵場の間を通る道路であった。砂川橋と西砂川橋で疏水と京阪電車をまたぎ、直違橋通（深草直違橋九丁目）と師団街道（師団街道竜大前交差点）とをつないでいる。現在は府道（京都府道201号中山稲荷線）の一部となっている。

### 第二軍道
京都練兵場の正門に面する道路であり、師団司令部庁舎（学校法人聖母女学院本館として現存）につながる道として特に重要視された。師団橋と西師団橋で疏水と京阪電車をまたぎ、直違橋通（深草直違橋六丁目）と師団街道（深草野田町）とをつないでいる。疏水をまたぐ師団橋の橋桁には陸軍のシンボルであった五芒星が記されている。

### 第三軍道
野砲兵隊の正門に面する道路であり、京都衛戍病院（国立病院機構京都医療センター）につながる道である。中之郷橋と西中之郷橋で疏水と京阪電車をまたぎ、直違橋通（直違橋一丁目交差点）と師団街道（深草飯食町交差点）とをつないでいる。現在は大岩街道（京都府道35号大津淀線）の一部となっている。

## 沿道の主な施設
- E89 第二京阪道路 鴨川東出入口
- 龍谷大学深草キャンパス
- 京都府警察学校